# Khinalug (langue)
Pour les articles homonymes, voir kjj.
Ne doit pas être confondu avec Khinalyg ou Peuple Khinalug.
каьтш или каьттид // каьттиди мицI

Le khinalug (en khinalug kətşi miż ou kət̂t̂id miż), aussi écrit khinaloug, est une langue de la famille des langues nakho-daghestaniennes. Il est parlé par le peuple Khinalug dans le rayon de Kuba en Azerbaïdjan. Dans les années 1970, le nombre de locuteurs s'élevait à environ 3 000. Le khinalug est une langue peu écrite.

## Écriture
Dans les années 1970, un alphabet appelé « Kibrik » est proposé et est utilisé depuis dans le village Khinalug.
Le professeur de khinalug, Rahim Alxas, a créé un alphabet basé sur l’alphabet cyrillique lezguien et a publié plusieurs ouvrages avec celui-ci dans les années 1990. Le poète Namik a aussi développé un alphabet latin, représentant plus correctement les phonèmes, mais celui-ci n’a pas été adopté par les enseignants khinalug. Le dictionnaire khinalug de Ganieva utilise son propre orthographe.
En 2007, un alphabet latin est développé par une équipe de chercheurs de l’Université d'État de Moscou et est adopté par la commission d’alphabétisation du khinalug le 23 juin 2007.
En 2010, un autre alphabet, appelé « alphabet du village », est proposé par SIL International et connait un succès dû à sa facilité d’apprentissage et ses similitudes avec l’alphabet latin azéri.
Monika Rind-Pawlowski et Tamrika Khvtisiashvili ont aussi développé un alphabet pour le khinalug.
| a | b | c | ç | ĉ | ċ | d | e | ə | f | g | ğ | ĝ | h | ĥ | ḣ | x | x̂ | ı | i̇ | j | k | k̂ | k̇ | q |
| q̂ | q̇ | l | m | n | o | ö | p | p̂ | ṗ | r | s | ŝ | ş | t | t̂ | ṫ | u | ü | v | y | z | ẑ | ż |   |

## Phonologie

### Consonnes
|              | Bilabiale                             | Dentale                                     | Latérale              | Palatale                                    | Vélaire                               | Uvulaire            | Pharyngale        | Glottale |
| ------------ | ------------------------------------- | ------------------------------------------- | --------------------- | ------------------------------------------- | ------------------------------------- | ------------------- | ----------------- | -------- |
| Occlusive    | [p] [b] [pʼ] [pː] p b pʼ pp п б пI пп | [t] [d] [tʼ] [tː] t d tʼ tt т д тI тт       |                       |                                             | [k] [ɡ] [kʼ] [kː] k g kʼ kk к г кI кк | [q] [qʼ] q qʼ хъ къ |                   | [ʔ] ʔ ъ  |
| Fricative    | [f] [v] f v ф в                       | [s] [z] s z с з                             | [ɬ] ł лъ              | [ʃ] [ʒ] š ž ш ж                             | [x] [ɢ] x ɢ хь г^                     | [χ] [ɣ] χ ɣ х гъ    | [ħ] [ʕ] ħ ʕ хI гI | [h] h гь |
| Affriquée    |                                       | [t͡s] [d͡z] [t͡sʼ] [t͡sː] c dz cʼ cc ц дз цI цц | [t͡ɬ] [t͡ɬʼ] ƛ ƛʼ лI кь | [t͡ʃ] [d͡ʒ] [t͡ʃʾ] [t͡ʃː] č dž čʾ čč ч дж чI чч |                                       |                     |                   |          |
| Nasale       | [m] m м                               | [n] n н                                     |                       |                                             |                                       |                     |                   |          |
| Liquide      |                                       | [r] r р                                     | [l] l л               |                                             |                                       |                     |                   |          |
| Semi-voyelle |                                       |                                             |                       | [j] y й                                     |                                       |                     |                   |          |

## Morphologie

### Classes grammaticales
Comme de nombreuses langues nakho-daghestaniennes, le khinalug organise le nom selon des classes nominales.
| Classe | Catégorie                | Exemples             | Exemples |
| ------ | ------------------------ | -------------------- | -------- |
| I      | humains masculins        | tsi (csə)            | frère    |
| I      | humains masculins        | şi (ši)              | fils     |
| II     | humains féminins         | dədə (dædæ)          | mère     |
| II     | humains féminins         | xinimk̇ir (χinimkʾir) | femme    |
| III    | animés                   | kukaż (kukacʾ)       | poule    |
| III    | animés                   | żol (cʾol)           | chèvre   |
| III    | animés                   | luẑoz (lucoz)        | vache    |
| IV     | objets, termes abstraits | k̇ınığ (kʾǝnǝb)       | semaine  |
| IV     | objets, termes abstraits | ınk̂a (ǝ̃ka)           | rivière  |
| IV     | objets, termes abstraits | ınq̇ (ǝ̃qʾ)            | soleil   |

## Sources
- (kjj + az + en) Yusif Abayev, Kətş miżilli pẋu pan cuğab: hər cuğab sa tarixmə = Xınalıq dilində 500 söz: hər söz bir tarixdir = 500 words in Khinalig language: every word is a history, Bakı, Müəllim, 2024 (adpuquba.edu.az, academia.edu)
- [Alekseev 1999] (ru) М.Е. Aлексеев, « Хиналугский язык », dans Яазыки мира, Кавказские яазыки, Moscou, Izd. Academia,‎ 1999 (ISBN 5-87444-079-8)
- [Ganieva 2001] (ru) Ф. А. Ганиева, Хиналугско-русский словарь, Махачкала,‎ 2001, 495 p. (lire en ligne)
- [Decheriev 1959] (ru) Ю.Д. Дешериев, Грамматика хиналугского языка, Академия наук СССР,‎ 1959
- (en) Jala Garibova et Ildirim Zeynalov, « Language change, language attrition and ethnolinguistic vitality of Khinalug in Azerbaijan: is the quietly approaching threat reversible? », dans Jala Garibova, Elisabetta Ragagnin, Linguistic diversity in Azerbaijan: present state and future challenge, Ankara, 2023 (dergipark.org.tr, academia.edu), p. 47-86
- (ru) « Письменность для хиналугского языка »
- (ru) Алфавит для хиналугского языка,‎ 2008 (lire en ligne)
- (en) Tamrika Khvtisiashvili (thèse de PhD), Principal aspects of xinaliq phonology and morphosyntax, University of Utah, aout 2013 (lire en ligne)
- (en) « The Khinaliq alphabet »(Archive.org • Wikiwix • Archive.is • Google • Que faire ?), sur Khinaliq (Xinaliq.az)